# 马文彦
马文彦（1902年11月4日—1983年3月24日），化名曹骏天，陕西三原人，中华人民共和国政治人物。

## 生平

### 民国时期
马文彦早年在三原县小学和渭北中学就读，早年参加三原声援五四运动的集会。1922年，在渭北中学加入共产主义青年团。1923年，经刘天章介绍，考入上海大学，师从李大钊、邓中夏、瞿秋白、张太雷等人。同年6月，加入中国共产党，曾参与创办《新群》杂志。1925年初，经中共地下党安排，马文彦到河南郑州从事工运工作，7月任共青团开封地委书记，期间参与筹建河南省总工会，并任共青团开封地委书记。1926年5月中旬，他受李大钊委派担任于右任的俄文翻译，同往苏联敦请冯玉祥回国，之后参加了五原誓师和西安解围战。1927年6月，冯玉祥在陕西清党反共，马文彦被通缉，遂化名曹骏天，在富平教书。1928年春，负责富平县中共组织的恢复工作，参与渭华起义。起义失败后，他一度继续任教，后因当局通缉逃至上海。1930年，马文彦去济南任教，1933年7月，杜衡叛变后，马文彦再次避居上海。
1936年，马文彦作为杨虎城的参议参加西安事变。之后他在三原县西关文昌巷，代表杨虎城负责与渭北红军接洽。此前1929年，洛阳金村出土熹平石经，于右任知此文物后，经杨虎城斡旋求得。1933年，于右任派马文彦到洛阳购回。1936年2月3日，马文彦抢在日军攻入北平之前，将剩下一批藏石陆续押送到西安。1937年10月，马文彦作为于右任秘书，一同撤至重庆。1939年，他再度返回陕西。1941年，参加中国民主同盟。1949年5月，解放军攻占西安后，马文彦任西北军政大学修建委员会主任、科长等职。

### 共和国时期
1950年，马文彦出任西北民盟总支委员兼副秘书长、陕西省人民政府监察委员会委员，1953年，参加西北赴朝鲜慰问团。1955年后，任西安市建筑工程局副局长，同时担任西安市政协委员。1965年12月至1966年5月，担任常务委员。1962年8月至1965年12月，连任常委。1978年5月至1982年1月，担任对台宣传组组长。1982年10月至1983年3月，担任西安市政协第七届副主席。1983年3月24日，因病去世。